# Staatsarchiv Bremen
Das Staatsarchiv Bremen (kurz StAB, vollständiger Name Staatsarchiv der Freien Hansestadt Bremen) bewahrt und erschließt als staatliches Archiv das archivwürdige Schriftgut des Landes Bremen und der Stadt Bremen. Die Geschichte seiner Vorgängereinrichtungen geht bis ins Mittelalter zurück. Es ist damit eine der ältesten bremischen Einrichtungen.

## Geschichte des Staatsarchivs

### Die Anfänge

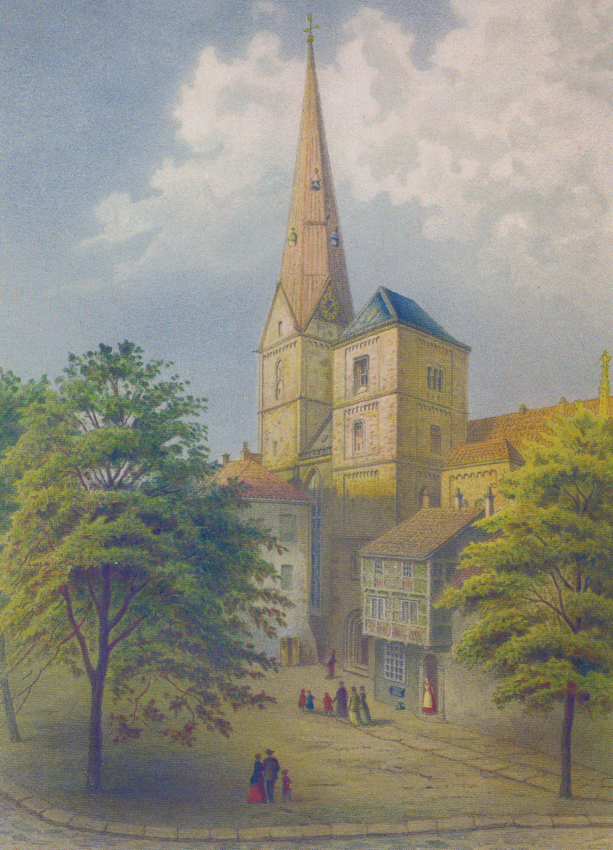
Die Liebfrauenkirche 1876; bis 1909 beherbergte der Nordturm das Urkundenarchiv

Der Ursprung des Bremer Staatsarchivs liegt im 13. Jahrhundert (erste Erwähnung in einer Chronik für das Jahr 1221 ) beziehungsweise im 12. Jahrhundert (ältestes erhaltenes für die Stadt ausgestelltes Privileg aus dem Jahr 1159, der Bürgerweidebrief ).
Es bildete sich in Abgrenzung von der erzbischöflichen Verwaltung eine erste städtische Schriftgutverwahrung parallel zur Entstehung der bürgerlichen Selbstverwaltung der Stadt, der mit der Ausstellung des Barbarossadiploms 1186 erste kaiserliche Freiheitsrechte verliehen worden waren. Die sich ansammelnden städtischen Urkunden, Verträge, Privilegien und Besitztitel wurden ab 1221 in der Tresekammer (von lateinisch thesaurus, deutsch ‚Schatz‘) im Nordturm der Liebfrauenkirche aufbewahrt, zusammen mit Wertsachen und Geldern der Stadt. Zugang zur Trese hatten nur Ratsherren, die Schlüssel wurden von den zwei ältesten Bürgermeistern verwahrt. Das bremische Urkundenarchiv verblieb bis zum Jahr 1909 in der Tresekammer.
Insbesondere ab dem 15. Jahrhundert, entstand ein umfangreiches Akten- und Amtsbüchersystem mit Schriftstücken aus der Ratskanzlei, der Stadtschreiberei und der Justizregistratur des Bremer Rates, die in der Rhederkammer und der Wittheitsstube im Rathaus und in anderen städtischen Gebäuden wie dem Akzisehaus aufbewahrt wurden. Nicht selten wurden wichtige Unterlagen aber auch von den Mitgliedern des Rates zuhause aufbewahrt. Diese unübersichtlichen Verhältnisse führten dazu, dass regelmäßig eine Kommission eingesetzt werden musste, um verschollene Staatsakten wieder zu finden. So wurden aus dem privaten Nachlass von Rats-Syndicus Johann Wachmann im Jahr 1685 allein 38 Konvolute gesichert, aus dem von Bürgermeister Georg Gröning im Jahr 1828 immerhin 13 Konvolute. 

### Beginn des Archivs

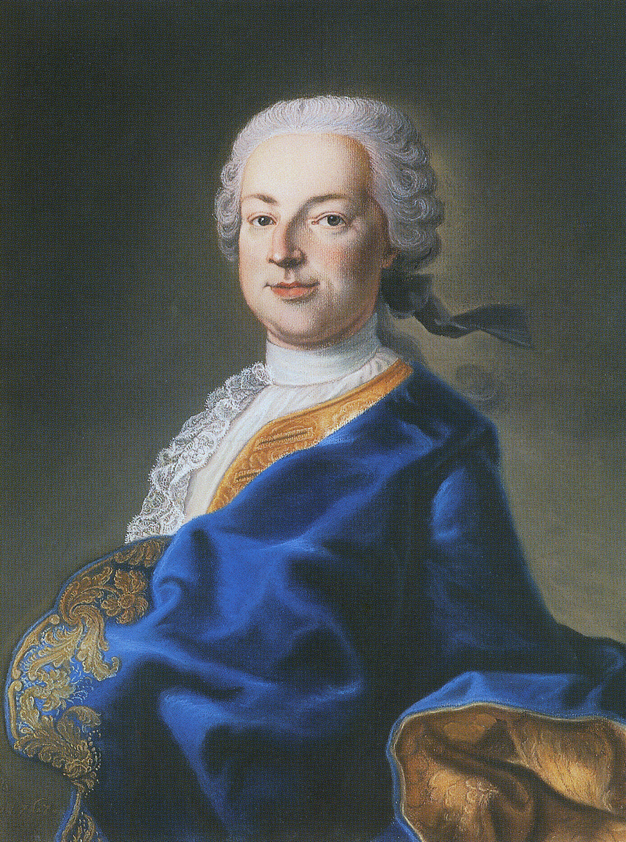
Hermann Post, ab 1727 erster hauptamtlicher bremischer Archivar

Seit dem 13. Jahrhundert archivierte der Rat seine Urkunden in der Tresekammer im Nordturm der Liebfrauenkirche. Die Akten standen im Rathaus; seit 1731 teilweise in der Güldenkammer. Seit 1826 wurde die Akten im Stadthaus gelagert.
Bürgermeister Diedrich Hoyer der Ältere führte im 16. Jahrhundert eine erste Registrierung der Urkunden und Akten ein. Eine grundlegende Neuordnung des Archivwesens begann aber erst 1727 mit der Ernennung von Hermann Post zum ersten Berufsarchivar der Stadt. Er erweiterte das Register von Hoyer, bündelte die Dokumente im Rathaus und trennte die Regierungs- und Verwaltungsakten von den Schriftsätzen der Justizregistraturen. 1742 nahm er darüber hinaus eine Klassifizierung und Verzeichnung der Trese vor. Posts durchdachtes und erweiterungsfähiges Ordnungssystem blieb im Wesentlichen bis weit ins 19. Jahrhundert erhalten.
Problematisch war jedoch weiterhin die „Aktenbildung“ – das heißt, die Weitergabe der Akten zwecks Archivierung an das Archiv. Es kam immer wieder vor, dass Schriftstücke nach dem Tod von Ratsherren oder Bürgermeistern verloren gingen. Der Archivar und spätere Bürgermeister Liborius Diederich Post berichtete hierzu, dass „[…] manches Faszikel, die hiesigen Staatsverhältnisse betreffend, in Privathände geriet, Krämern und Hökern zuteil wurde oder unter den Familienschriften sich solange verlor, bis selbige einmal von einem Freunde vaterländischer Nachrichten wieder gesammelt wurden.“  In diesem Sinne rettete Archivar Heinrich Gerhard Post Anfang des 19. Jahrhunderts die gesamte Originalkorrespondenz der bremischen Gesandtschaft in Wien aus der Zeit des Dreißigjährigen Krieges (Erhaltung Bremens Selbstständigkeit, Abwehr des Elsflether Zolls) aus den Händen eines Krämers, der die Schriftstücke als Verpackungsmaterial für Seide nutzte. 

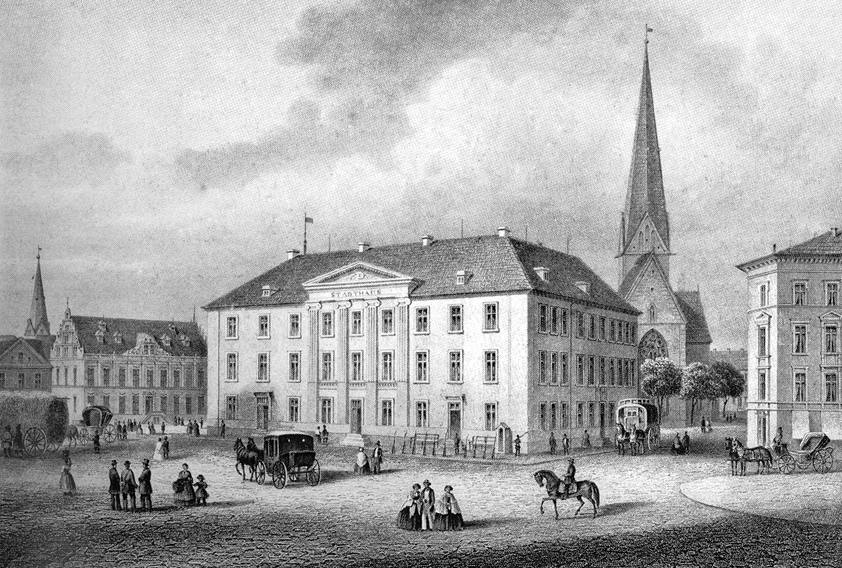
Das Stadthaus, 1818 am Domshof errichtet

Eine Besserung dieser Situation trat ab 1832 unter Archivar Heinrich Smidt (einem Sohn von Bürgermeister Johann Smidt) und unter dessen Nachfolgern ein. Befördert wurde diese Entwicklung durch den Umzug des Archivs 1826 vom Rathaus in ein Magazin des nach Ende der napoleonischen Besatzung Bremens neu errichteten Stadthauses am Domshof. Dennoch blieb das Archiv auch am neuen Standort mit Registratur-, Ordnungs- und Verzeichnungsarbeiten überlastet, so dass eine historisch-wissenschaftliche Aufarbeitung der Bestände kaum möglich war. Ein weiteres Problem stellten die so genannten „Sonderbestände“ dar, wie die hannoverschen oder französischen Akten, die in bremischen Besitz übergegangen waren. Das von Post initiierte System war der Menge und Vielfalt dieser verschiedenen Dokumente schließlich nicht mehr gewachsen. Erst ab 1875, unter Wilhelm von Bippen – dem ersten Fachhistoriker im Amt des Archivars –, begann im eigentlichen Sinne die wissenschaftliche Aufarbeitung der Bestände, sowie eine Neuorganisation des Aktenwesens mit einer Trennung in Registratur (Senatsregistratur) und Archiv (Ratsarchiv). Von Bippen setzte darüber hinaus die von Diedrich Ehmck begonnene Veröffentlichungsreihe des Bremisches Urkundenbuchs fort und stellte fünf Bände des Werks fertig.

### Umzug (1909) und freier Zugang, Kriegsverluste

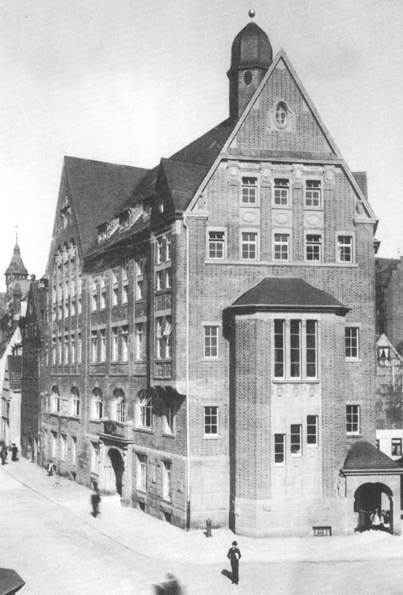
Das Bremer Staatsarchiv an der Tiefer im Jahr 1910

Anlässlich des Abrisses des Stadthauses und der Errichtung des Neuen Rathauses zog das Staatsarchiv 1909 in ein von Albin Zill neu erbautes Gebäude an der Tiefer um – dort wurden alle Bestände, inklusive der Trese, erstmals vereint und so aufgestellt, dass eine Nutzung in größerem Umfang möglich wurde. In der Zeit zwischen den Weltkriegen vollzog Archivleiter Hermann Entholt den Übergang vom Pertinenzprinzip zum Provenienzprinzip, also die Zusammenfassung des Schriftgutes nach seiner Herkunft statt nach seinem Sachverhalt.
Während der Zeit des Nationalsozialismus wurde das Staatsarchiv mit dem Verlust der Selbstständigkeit des Landes Bremen zwischenzeitlich zu einer kommunalen Einrichtung mit der Bezeichnung Archiv der Hansestadt Bremen – im Archivbetrieb selbst gab es jedoch keine wesentlichen Änderungen im Vergleich zur Zeit der Weimarer Republik. Im Zweiten Weltkrieg wurde ein Großteil der Archivbestände ausgelagert, 1941 zunächst nach Königsberg und 1942 in Bergwerke bei Helmstedt und bei Bernburg an der Saale. So entstand bei der Zerstörung des Gebäudes an der Tiefer bei einem Bombenangriff am 24. Februar 1945 kein wesentlicher Aktenverlust. Große Verluste entstanden erst nach Kriegsende, als die Bestände im Bergwerk Grasleben bei Helmstedt geplündert und die in Bernburg eingelagerten Dokumente vollständig von sowjetischen Truppen beschlagnahmt wurden. Letztere wurden 1946 nach Leningrad und dann nach Moskau gebracht – sie umfassten 380 Kisten Archivmaterial aus Bremen sowie weitere 1000 Kisten aus Lübeck und Hamburg. Somit ging als Kriegsfolge etwa ein Drittel der Urkunden und Handschriften verloren, darunter die ältesten Schriftstücke des Archivs, wie die Gründungsurkunde des Paulsklosters aus dem Jahr 1139. 

### Provisorium (bis 1968), Neubau, Rückkehr umfangreicher Bestände
Nach dem Krieg war das Staatsarchiv von 1945 bis 1968 provisorisch in der Villa Rutenberg (heute Ortsamt Mitte / Östliche Vorstadt) Am Dobben und in einem angrenzenden Hochbunker untergebracht. 1957 erfolgte eine neue Gliederung aller Dokumente in 16 Bestandsgruppen, 1958 wurde die Archivierung in der Aktenordnung für die Behörden der Freien Hansestadt Bremen und der Stadtgemeinde Bremen gesetzlich geregelt.
Im Mai 1968 bezog das Staatsarchiv einen von Alfred Meister entworfenen Neubau am Präsident-Kennedy-Platz (Anschrift Am Staatsarchiv 1) in unmittelbarer Nachbarschaft zum Amerikanischen Generalkonsulat. Der Bau, der auch heute noch das Staatsarchiv beherbergt, besteht aus einem Magazinturm mit acht Stockwerken und zwei Kellergeschossen mit einer Archivkapazität für 10 Kilometer Akten und einem angeschlossenen zweistöckigen Atriumgebäude für Verwaltung, Werkstätten, Benutzung (Bibliothek, Lesesaal) und öffentliche Veranstaltungen (Vorträge). Das Bauwerk steht seit 2008 unter Denkmalschutz. Die Magazinkapazitäten sind seit Anfang der 1990er Jahre weitgehend erschöpft, daher nutzt das Staatsarchiv seit 1994 den Hochbunker Am Dobben als Außenmagazin, in dem vor allem selten benutzte Großbestände verwahrt werden. Ein Magazinneubau hinter dem Haupthaus Am Staatsarchiv ist in der Planung.

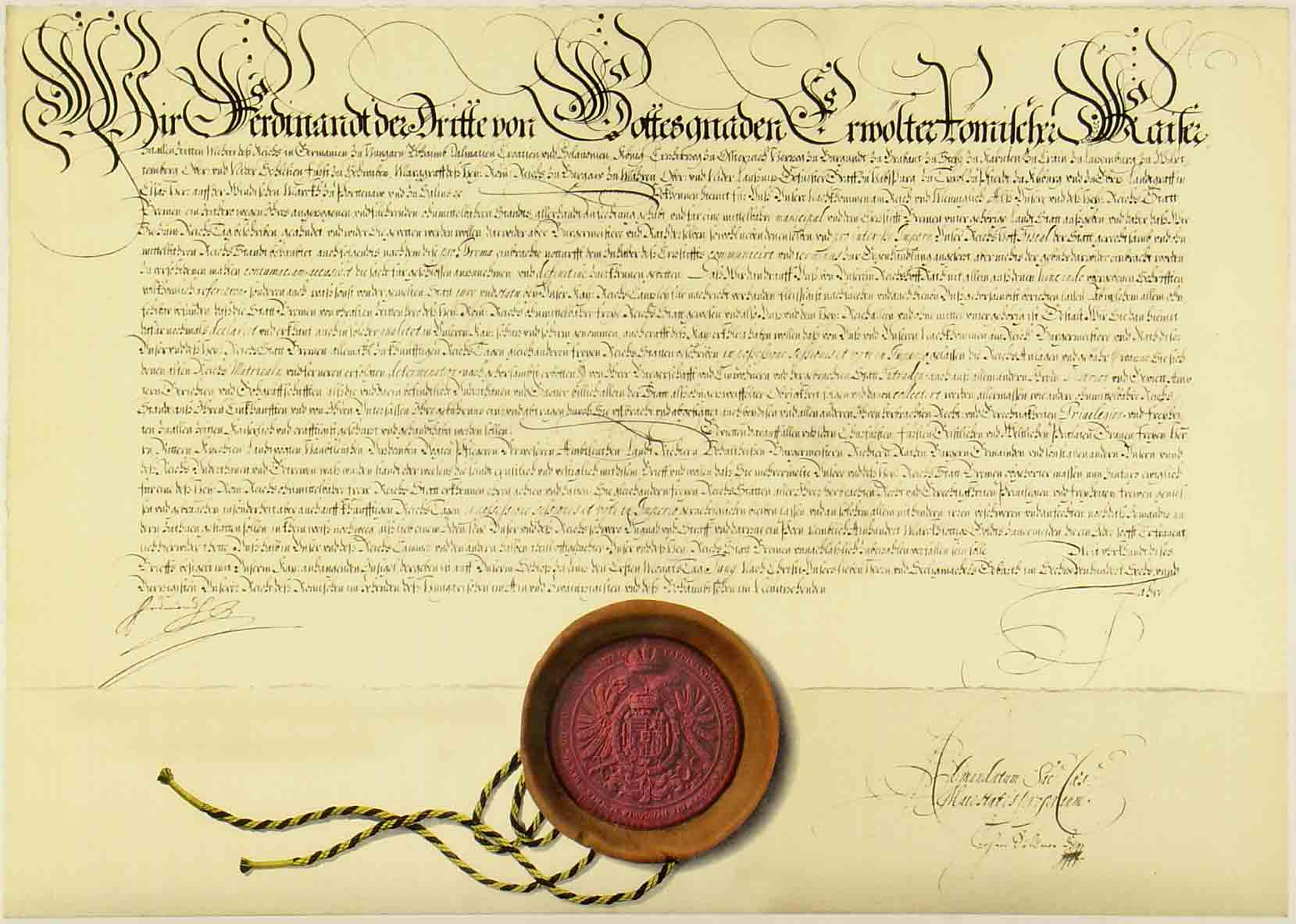
Das Linzer Diplom

In den letzten Jahrzehnten erschloss das Staatsarchiv neue Sammlungsgebiete und Medien, wie Plakate, Flugblätter, Bild-, Film- und Tonträger. Außerdem wurde die Sammlung der Gesellschaft für Familienforschung Die Maus aufgenommen. Seit 1975 ist das Staatsarchiv als zugeordnete Dienststelle dem Senator für Kunst (vormals Senator für Wissenschaft und Kunst, derzeit Senator für Kultur) unterstellt. Ein Teil der verlorenen Bestände kehrte in mehreren Schritten nach Bremen zurück: 1952 gingen 189 Kisten aus Moskau zunächst an das Deutsche Zentralarchiv der DDR in Potsdam und 1987 wieder in die Hansestadt. In den 1990er Jahren wurden weitere Archivbestände aus Russland und Armenien zurückgegeben, 1998 unter anderem das wertvolle Linzer Diplom, mit dem Bremen die Reichsstandschaft erlangte. Auch wenn über 90 % der Bestände zurückgekehrt sind, werden gegenwärtig noch Archivalien vermisst, darunter Barbarossadiplom, Staatsverträge, kirchliche Urkunden sowie die kompletten ehemaligen Bestände der Karten-, Münz- und Medaillensammlungen. 
Das Archiv ist Träger der historischen Dokumentationsstätte Gefangenenhaus Ostertorwache, das 1828 als Detentionshaus eingerichtet worden war.

### Leiter des Staatsarchivs
Vom ersten Berufsarchivar bis zur Gegenwart chronologisch aufgelistet:
- Hermann Post (1693–1762), von 1727 bis 1762
- Simon Hermann Post (1724–1808), von 1762 bis 1763
- Liborius Diederich Post (1737–1822), von 1763 bis 1768
- Johann Abraham Ahasverus (1725–1802), von 1768 bis 1797
- Heinrich Gerhard Post (1754–1825), von 1797 bis 1825
- Gerhard Caesar (1792–1874), von 1825 bis 1832
- Heinrich Smidt (1806–1878), von 1832 bis 1844
- Johann Daniel Noltenius (1779–1852), von 1844 bis 1852
- Otto Gildemeister (1823–1902), von 1852 bis 1857
- Georg Albert Heineken (1819–1875), von 1857 bis 1875
- Wilhelm von Bippen (1844–1923), von 1875 bis 1914
- Hermann Entholt (1870–1957), von 1914 bis 1936
- Friedrich Prüser (1892–1974), von 1937 bis 1945
- Hermann Entholt (1870–1957), von 1945 bis 1949
- Friedrich Prüser (1892–1974), von 1949 bis 1957
- Karl H. Schwebel (1911–1992), 1957 bis 1975
- Hartmut Müller (* 1938), von 1975 bis 2000
- Adolf E. Hofmeister (* 1943), von 2000 bis 2003 (kommissarisch)
- Konrad Elmshäuser (* 1959), seit 2003

## Das Staatsarchiv heute
Das Staatsarchiv Bremen verwahrt und erschließt heute als Dokumentations- und Informationszentrum das archivwürdige Schriftgut des Landes und der Stadt Bremen auf Grundlage des bremischen Archivgesetzes. Nicht zuständig ist es für das kommunale Schriftgut der Stadt Bremerhaven, die ein eigenes Stadtarchiv unterhält. 
Das Staatsarchiv hat zirka 20 Mitarbeiter, sein Bestand umfasst über 11.000 Regalmeter. Zwecks Vervollständigung wird der Bestand an historischem Schriftgut durch Übernahmen und Erwerbungen kontinuierlich erweitert (jährlicher Zuwachs im Schnitt über 100 Regalmeter). Für die Pflege der Archivalien stehen Spezialmagazine und eine Restaurier- und Buchbindewerkstatt zur Verfügung. Zur Vermittlung der Forschungsergebnisse veröffentlicht das Staatsarchiv verschiedene Schriftreihen (siehe unten), richtet Ausstellungen und Vortragsveranstaltungen aus und ermöglicht der Öffentlichkeit die Recherche in den Beständen und die Nutzung der angeschlossenen Bibliothek mit landesgeschichtlichem Schwerpunkt. Wie die Bibliothek werden auch die Archivbestände für die Benutzung zunehmend mit Spezialsoftware erschlossen. Die Beständeübersicht des Staatsarchivs ist bereits seit dem Jahr 2000 online einsehbar, erste große Bildbestände des Staatsarchivs können ebenfalls online konsultiert werden.
Im Staatsarchiv befinden sich die Geschäftsstellen und Arbeitsräume von zwei Vereinen, der Historischen Gesellschaft Bremen e. V. und der MAUS – Gesellschaft für Familienforschung Bremen e. V.
Bis 2010 wurden umfangreiche Sanierungsarbeiten am Gebäude durchgeführt.

### Bestände des Staatsarchivs
Die Bestände des Staatsarchivs sind in 16 Bestandsgruppen unterteilt: 
1. Urkundenfonds
2. Ratsarchiv
3. Senatsregistratur
4. Behörden, Dienststellen und Gerichte des Landes und der Stadtgemeinde Bremen
5. Im Gebiet des Landes Bremen ansässige Reichs- und Bundesbehörden
6. Sonstige im Gebiet des Landes Bremen ansässige Behörden, öffentlich-rechtliche Anstalten und Körperschaften, sowie Bremen betreffende Ablieferungen auswärtiger Behörden und Gerichte
7. Schriftgut nichtstaatlicher Herkunft
8. Familiengeschichtliche Sammlung
9. Zeitgeschichtliche Sammlung
10. Bildarchiv, Film- und Tonträgersammlung
11. Kartensammlung
12. Wappen- und Siegelsammlung
13. Sammlung der Münzen, Plaketten, Medaillen und Orden
14. Wissenschaftliche Bücherei
15. Archivbehelfe
16. Mikrofilme / Archivgut fremder Archive (Reproduktionen)

### Publikationen des Staatsarchivs
Das Staatsarchiv verlegt im Selbstverlag folgende Publikationsreihen:
- Bremisches Jahrbuch (Brem. Jb.): Diese älteste Zeitschrift Bremens erscheint seit 1863 und wird in Zusammenarbeit mit der Historischen Gesellschaft Bremen herausgegeben. Sie enthält Arbeiten zu allen Themen und Epochen der bremischen Geschichte. Folgende Weblinks führen zu den einzelnen Jahrbüchern:
  - Inhalt der Veröffentlichungen seit 2000 siehe hier.
  - Digitale Sammlung der Bremischen Jahrbücher von Band 1 (1863) bis Band 88 (2009) bei der Staats- und Universitätsbibliothek Bremen siehe hier.
- Veröffentlichungen aus dem Staatsarchiv der Freien Hansestadt Bremen (VStAB): In dieser seit 1928 erscheinenden Reihe werden umfangreichere monografische Arbeiten zu Themen der bremischen Geschichte veröffentlicht. 2009 erschien Band 69 aus dieser Reihe.
- Kleine Schriften: Diese dritte Reihe umfasst kleinere Schriften zu Ausstellungen, Studien und Projektarbeiten.